# Åke Häger
Åke Häger (5 luglio 1897 – 9 marzo 1968) è stato un ginnasta svedese.

## Palmarès

### Olimpiadi
- 1 medaglia:
  - 1 oro (Anversa 1920 nel concorso svedese a squadre)